# Haementeria ghilianii
Sangsue géante d'Amazonie
Espèce
Haementeria ghilianii, la sangsue géante d'Amazonie, est l'une des plus grandes espèces de sangsues au monde. Elle peut atteindre 45 cm de longueur et 10 cm de largeur. À l'âge adulte, cette sangsue est de couleur brun grisâtre, contrairement aux juvéniles qui n'ont pas une couleur uniforme, mais plutôt une bande de couleur discontinue. On la trouve dans les marais depuis les Guyanes jusqu'à l'Amazonie. Dans ses glandes salivaires, cette sangsue produit de l'hémentine, une protéase anticoagulante.
Elle n'avait plus été observée par les scientifiques depuis les années 1890 jusqu'à ce que des chercheurs américains (Dr Roy Sawyer) redécouvrent des spécimens en Guyane dans les années 1970. L'une de ces sangsues, surnommée « Grandma Moses », est à l'origine d'un élevage prospère à l'université de Californie à Berkeley (UC Berkeley).
Ainsi, la sangsue « Grandma Moses » capturée à Sinnamary dans les années 1970 a fini sa vie dans les laboratoires de l'université, où elle donna naissance à 750 petits en trois ans (d'un prix estimé à 150 $ chacun). De nouvelles campagnes de capture eurent lieu au début des années 2000. Elle est à l'origine de plus d'une cinquantaine de publications scientifiques parmi lesquelles la caractérisation et la purification de plusieurs protéines avec des effets antimétastatiques, et anticoagulants, l'hémentine qui détruit la fibrine humaine dans les caillots de sang, la cartographie du raccordement des cellules nerveuses, et la morphologie fonctionnelle des cellules nerveuses et salivaires.

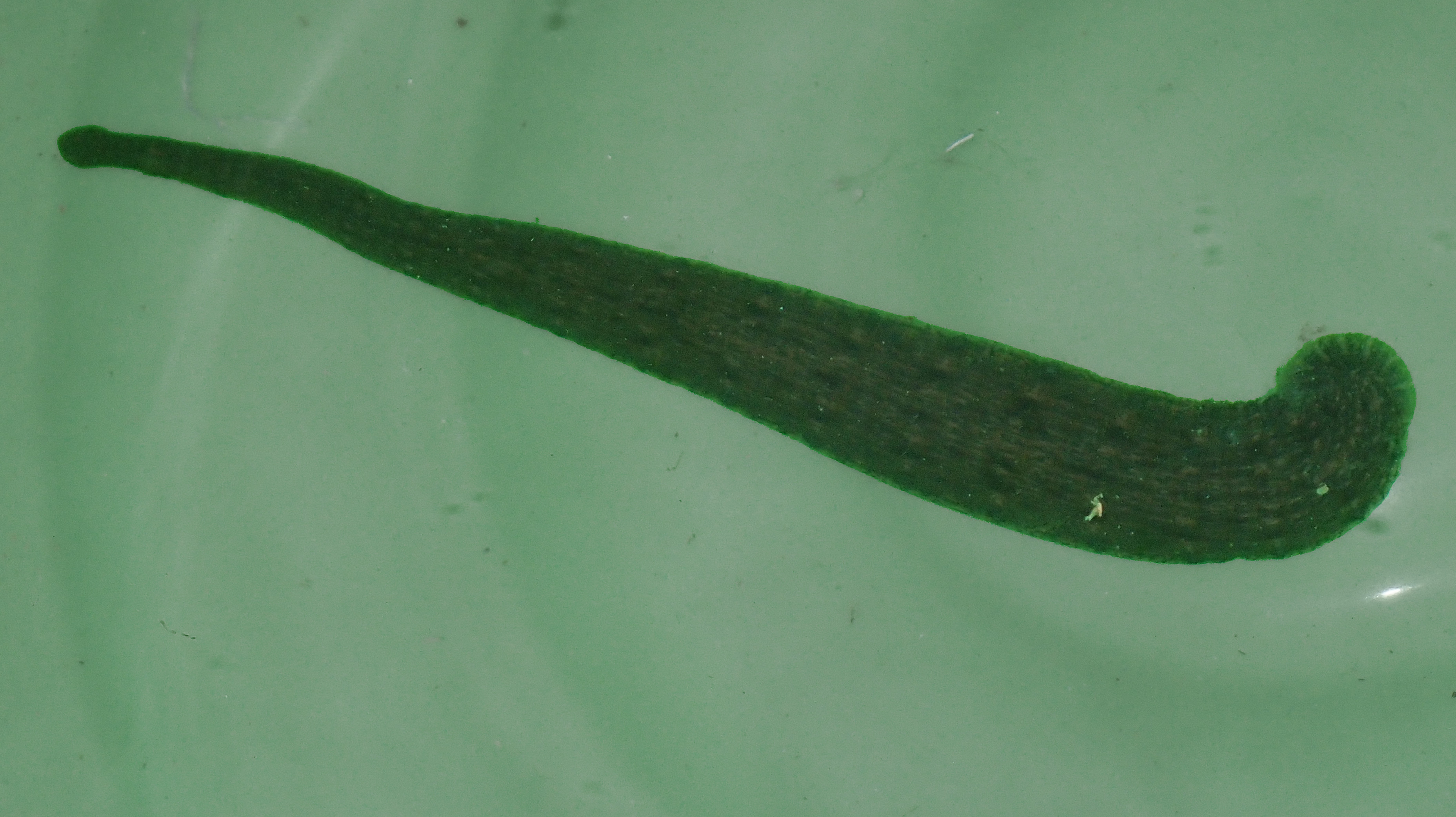
Individu à jeun.
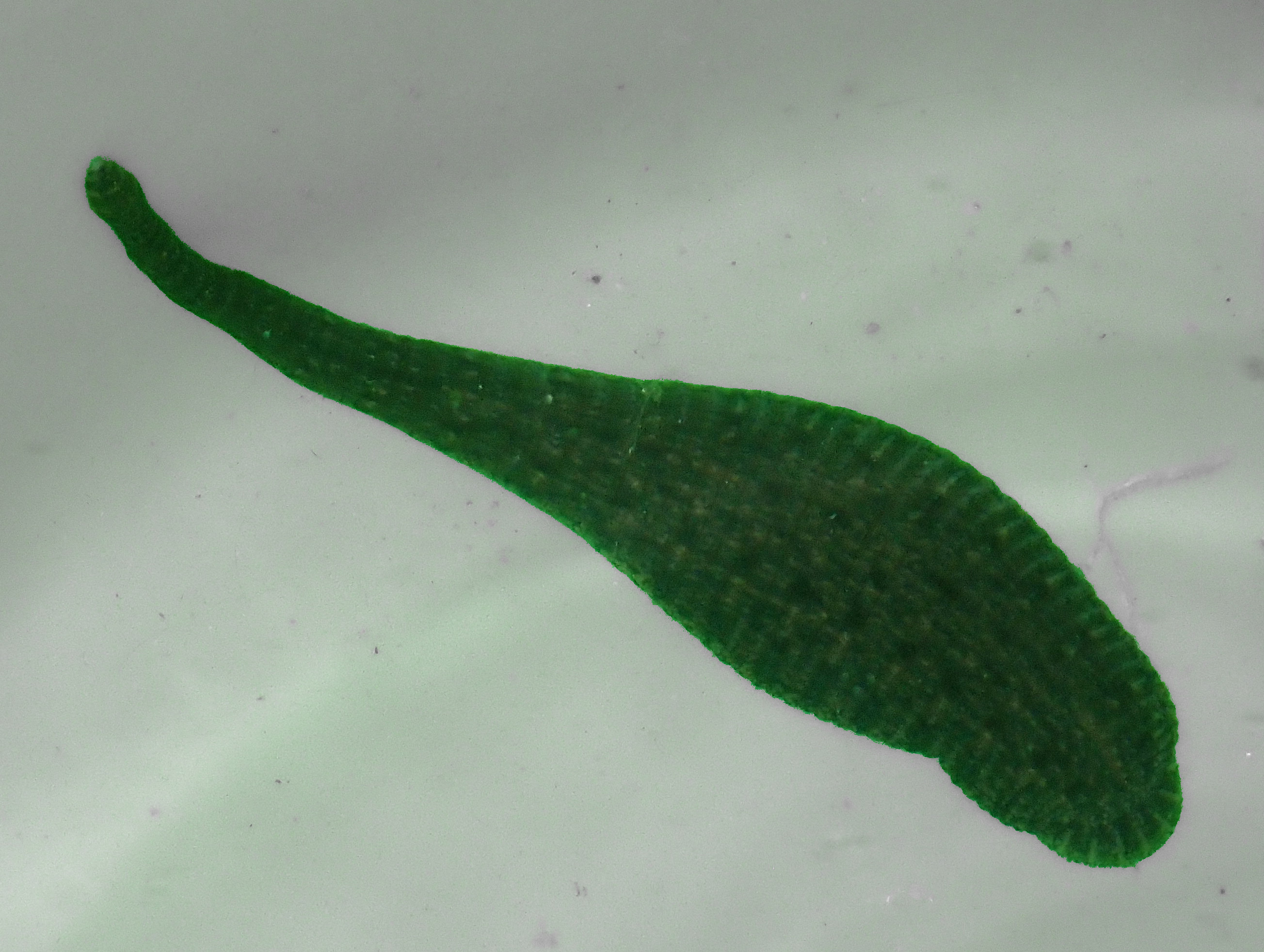
Individu à jeun.
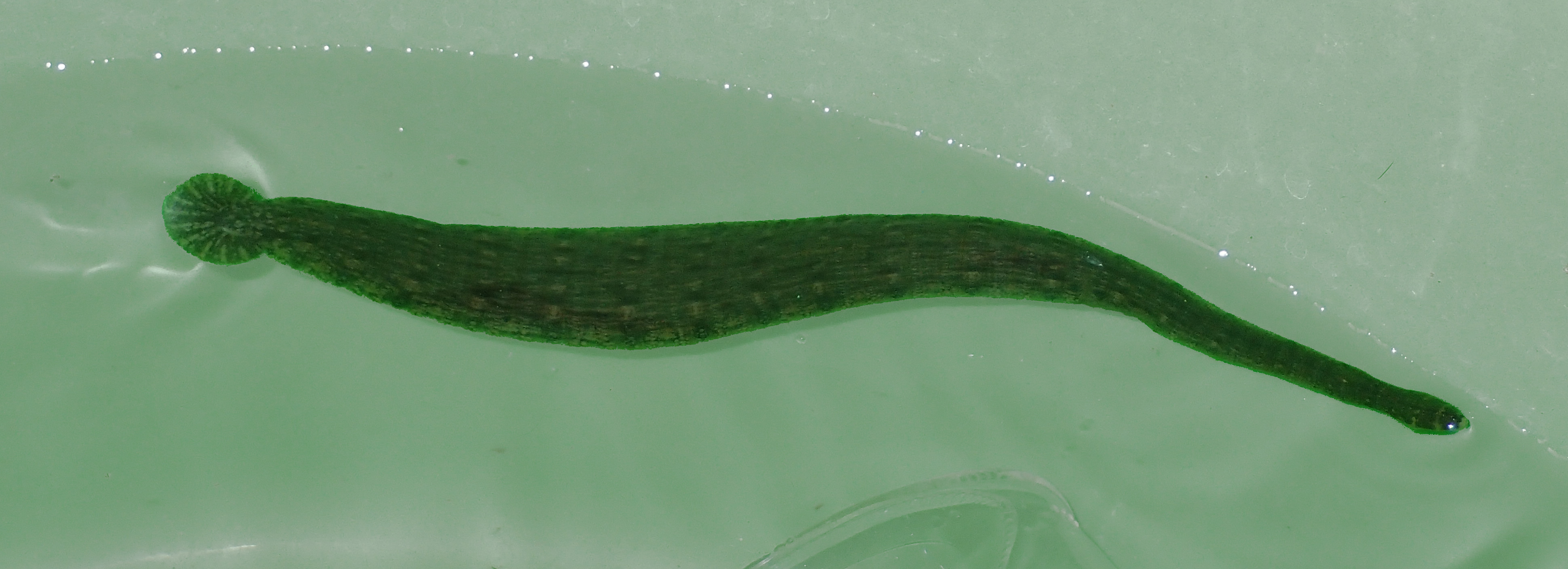
Nage.
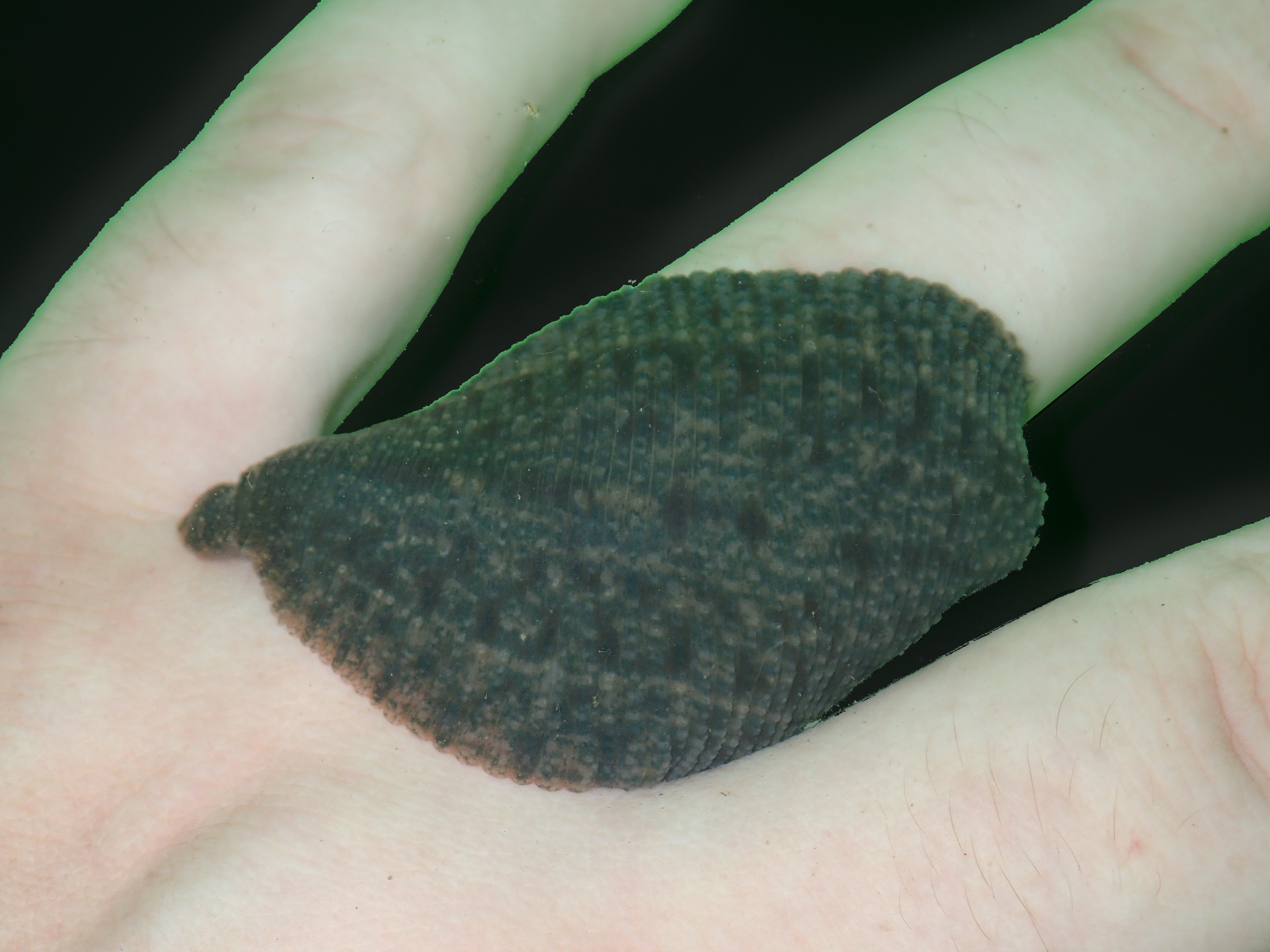
Début de repas.
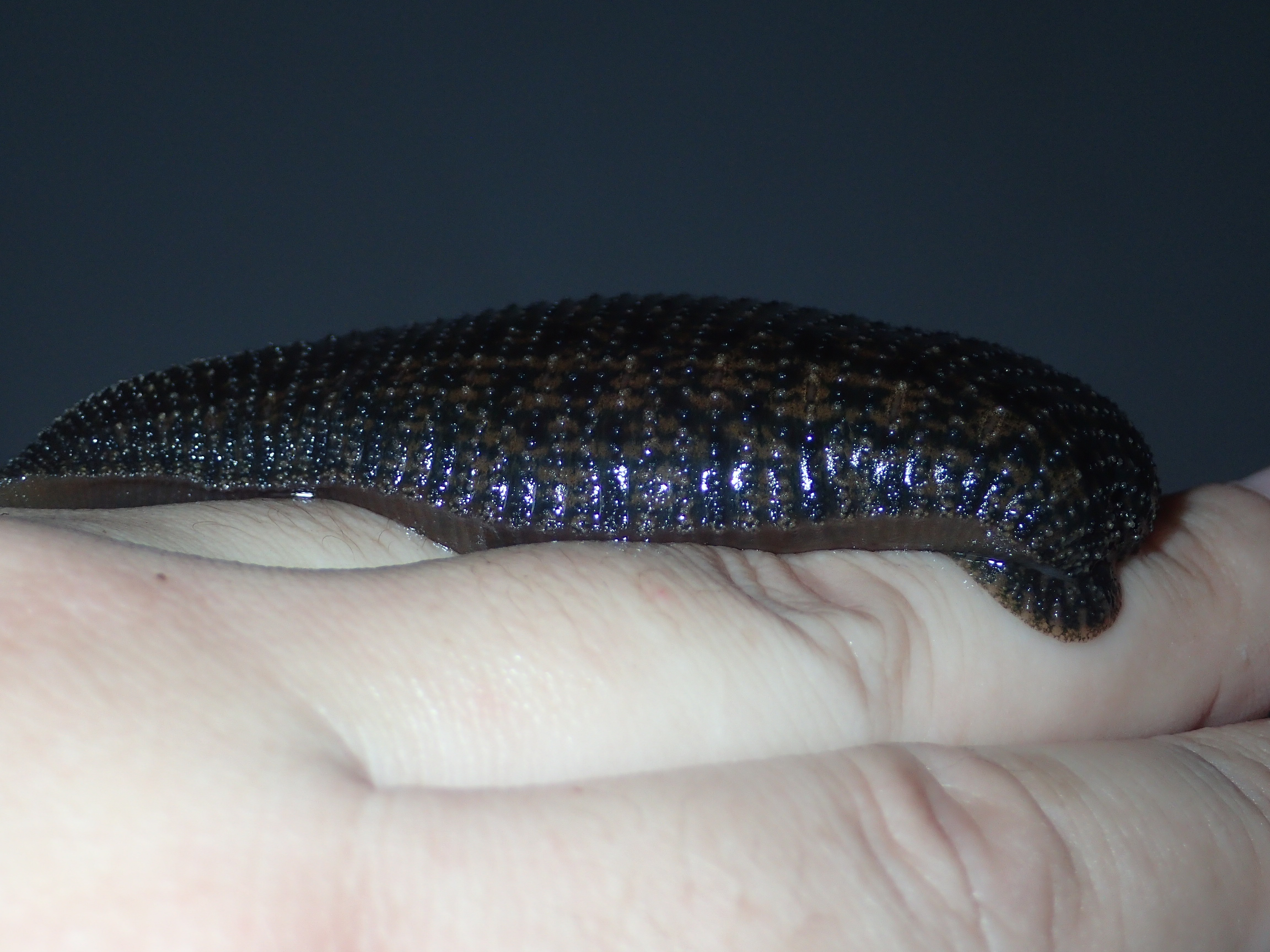
Repas.
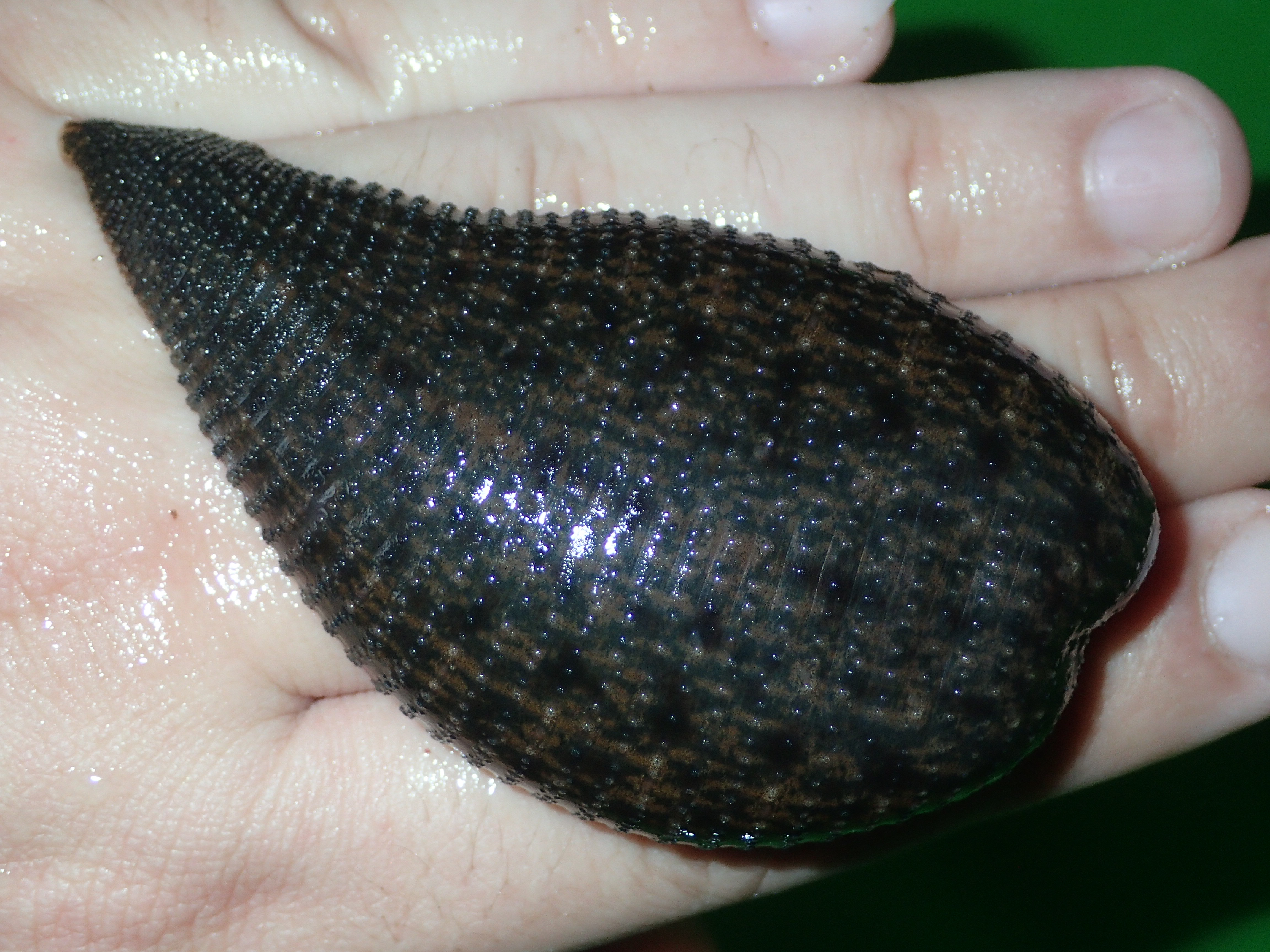
Repas.
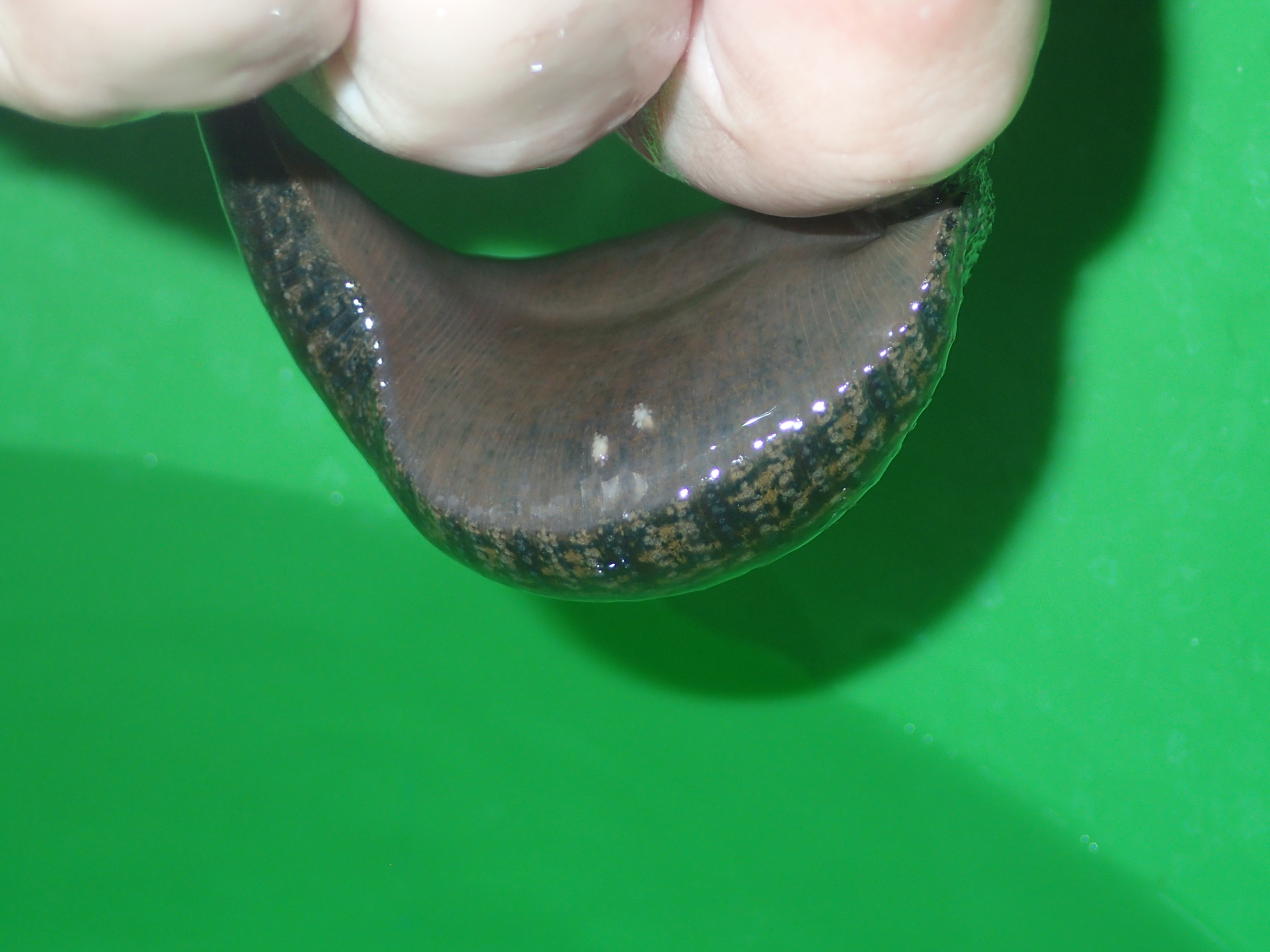
Repas.
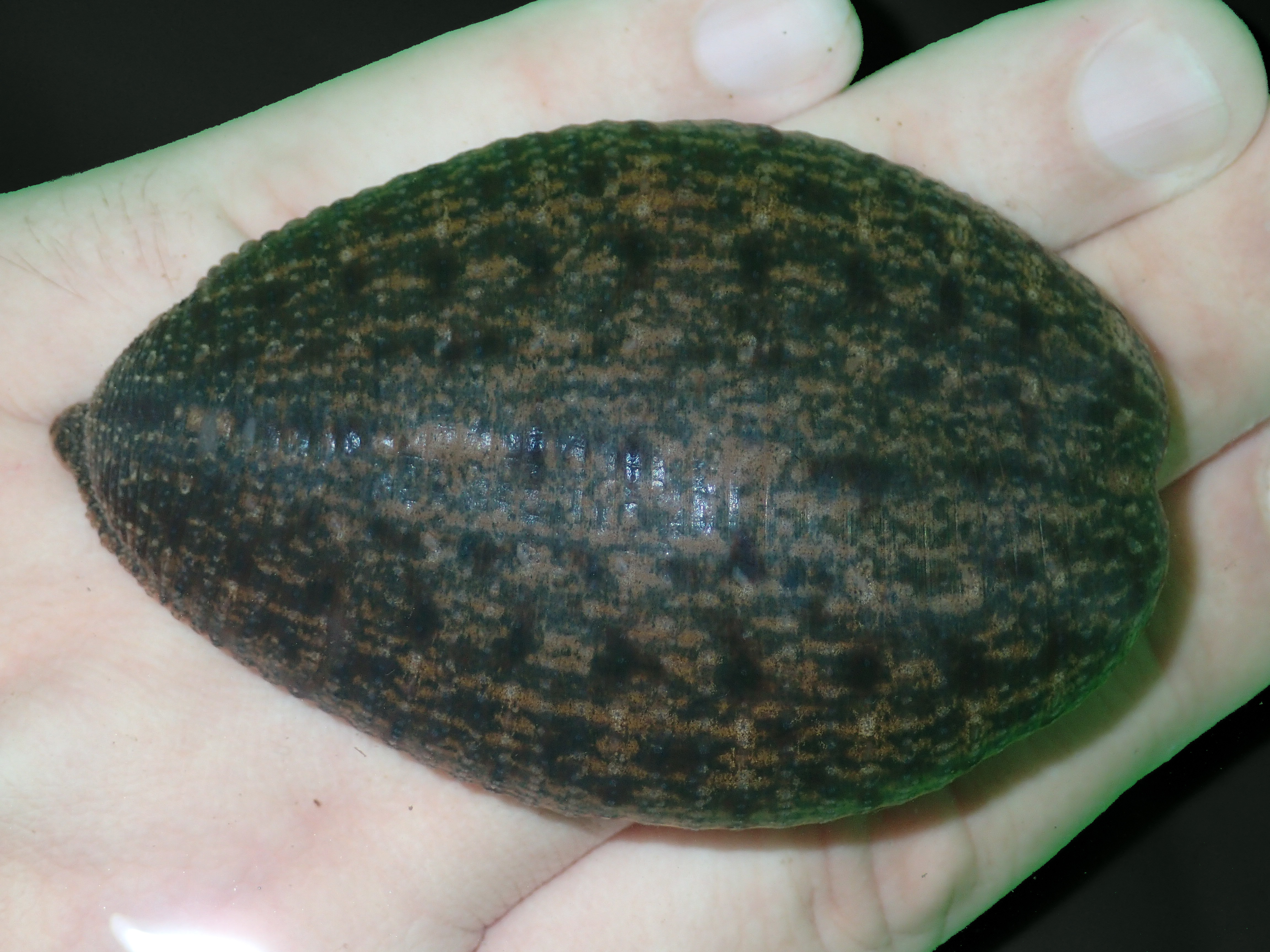
Fin de repas.